# Friedrich Rösener
Friedrich Christian Rösener (* 26. März 1815 in Arolsen; † 10. Dezember 1878 in Pyrmont) war ein deutscher Pastor, Rektor und Politiker.

## Leben
Rösener war angeblich der Sohn des fürstlichen Lakaien Christian Wilhelm Rösener (1789–1836). De facto war er ein Sohn des Fürsten Georg II. von Waldeck und Pyrmont (1789–1845). Röseners Mutter war Luise Caroline Schäfer (1792–1836). Er wuchs im Haus des Arolser Stadtpfarrers, Hofpredigers und Konsistorialrats Philipp Steinmetz auf. Von 1832 bis 1834 besuchte er das Landesgymnasium in Korbach, anschließend studierte er Theologie. Ab 1840 arbeitete Rösener als Lehrer in Pyrmont. Am 17. Mai 1842 heiratete er in Neersen Emilie Mathilde Albracht (1822–1899). Von 1843 bis 1851 war Rösener Diakonus in Pyrmont, von 1851 bis 1855 dann Pfarrer in Neersen. Von 1855 bis 1869 war er wieder Rektor und Diakon an der Bürgerschule in Pyrmont, anschließend von 1869 bis 1878 Pastor in Oesdorf.
Von 1854 bis 1864 war er Abgeordneter im Spezial-Landtag für das Fürstentum Pyrmont. 